# Selecció irlandesa de corfbol
La selecció irlandesa de corfbol és dirigida per la Irish Korfball Association (IKA) i representa Irlanda a les competicions internacionals de corfbol.
Va debutar l'any 2007 a l'European Bowl, aconseguint la tercera posició a la divisió oest. L'any 2010 va participar per primera vegada al Campionat d'Europa, obtenint la dotzena posició.

## Història
| Campionat d'Europa |                       |               |               |
| Any                | Campionat             | Seu           | Classificació |
| 2010               | 4t Campionat d'Europa | Països Baixos | 12a plaça     |
| 2014               | 5è Campionat d'Europa | Portugal      | 12a plaça     |

| European Bowl |                  |           |                 |
| Any           | Campionat        | Seu       | Classificació   |
| 2007          | 2a European Bowl | Luxemburg | 3a plaça (Oest) |
| 2009          | 3a European Bowl | Luxemburg | 3a plaça (Oest) |